# Jihad Battah
Youhanna Jihad Mtanos Battah (* 26. Juni 1956 in Damaskus, Syrien) ist ein syrisch-katholischer Geistlicher und Erzbischof von Damaskus.

## Leben
Jihad Battah studierte an der Universität Saint-Esprit in Kaslik (Libanon) und am Päpstlichen Orientalischen Institut in Rom. Er empfing am 19. Mai 1991 durch Erzbischof Eustathe Joseph Mounayer die Priesterweihe für die Erzeparchie Damaskus. Jihad Battah war Leiter des Seminars des syrischen Patriarchats von Charfé im Libanon und wurde 2003 durch die Kongregation für die orientalischen Kirchen zum Rektor des Päpstlichen Kolleg St. Ephräm in Rom ernannt. Zuletzt war er Protosynkellos (Generalvikar) der Erzeparchie Damaskus.
Die Heilige Synode der syrisch-katholischen Kirche wählte ihn zum Bischof der syrischen Kurie. Papst Benedikt XVI. stimmte der Wahl zu, ernannte Jihad Battah am 1. März 2011 zum Titularbischof von Phaena und bestellte ihn zum Kurienbischof im Patriarchat von Antiochia im Libanon. Der Patriarch von Antiochia, Ignatius Joseph III. Younan, spendete ihm am 20. Mai 2011 in der St. Pauls-Kathedrale von Damaskus die Bischofsweihe; Mitkonsekratoren waren der Erzbischof von Damaskus, Gregorios Elias Tabé, der Erzbischof von Homs, Théophile Georges Kassab, der emeritierte Erzbischof von Mossul, Basile Georges Casmoussa, und Denys Raboula Antoine Beylouni, emeritierter Kurienbischof im Patriarchat von Antiochia.
Am 22. Juni 2019 wurde er zum Erzbischof von Damaskus gewählt. Die Amtseinführung fand am 27. Juli desselben Jahres statt.